# Alexandra Bähler
Alexandra Bähler, née le 14 mars 1968 à Berne, est une coureuse cycliste suisse.

## Palmarès sur route
- 1994
  - 3e du Tour de Suisse Nord-Ouest
- 1995
  - 3e du championnat de Suisse du contre-la-montre
- 1998
  - 1re étape de Tour féminin en Limousin
  - 3e du GP Winterthur
  - 3e du Tour féminin en Limousin

### Grands tours

#### Tour d'Italie
2 participations
- 1995 : 43e
- 1996 : 37e

## Palmarès en cyclo-cross

### Championnats du monde
- Championnats du monde de cyclo-cross
  - 25e en 2000
  - 21e en 2003
  - 21e en 2005

### Par années
- 1999-2000
  - Russikon
  - Zürich-Waid
  - 2e du championnat de Suisse
- 2000-2001
  -  Championne de Suisse de cyclo-cross
- 2001-2002
  -  Championne de Suisse de cyclo-cross
  - Aigle
- 2002-2003
  -  Championne de Suisse de cyclo-cross
  - Hittnau
  - Zürich-Waid
  - Russikon
  - Aigle
- 2003-2004
  -  Championne de Suisse de cyclo-cross
- 2004-2005
  -  Championne de Suisse de cyclo-cross
  - Rüti
- 2005-2006
  - 2e du championnat de Suisse
- 2006-2007
  - 3e du championnat de Suisse
- 2007-2008
  - 3e du championnat de Suisse
- 2008-2009
  - 3e du championnat de Suisse